# Dido's Lament

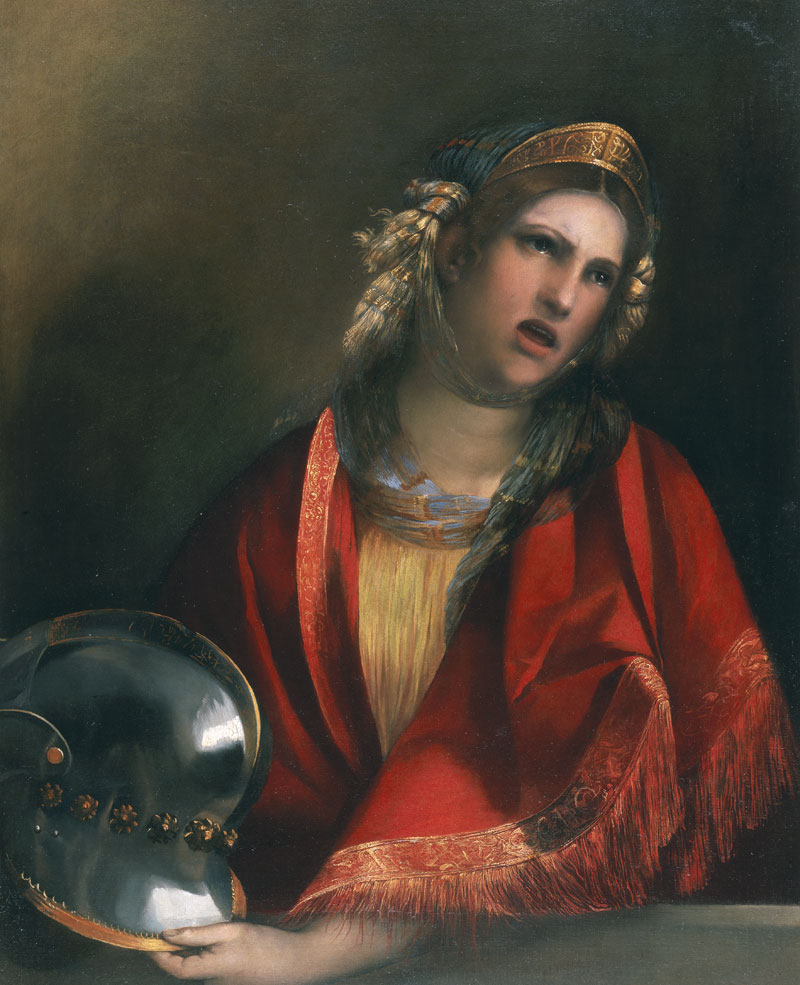
Dosso Dossi: Dido (ca. 1519)

Dido's Lament (Nederlands: Weeklacht van Dido), is een recitatief gevolgd door een aria van de Engelse componist Henry Purcell. Het stuk is het dramatisch hoogtepunt van diens opera Dido and Aeneas, waarvoor de Iers-Engelse toneelschrijver Nahum Tate het libretto schreef. De opera is gebaseerd op de Aeneis van Vergilius. Het recitatief wordt - naar de beginwoorden - ook wel Thy hand, Belinda genoemd, terwijl de aria ook wel - eveneens naar de beginwoorden - voorkomt onder de naam When I'm laid of When I'm laid in earth.
De aria geldt in de muziekwetenschap als een voorbeeld van een passacaglia, een muziekstuk dat bestaat uit een aantal contrapuntvariaties op een basso ostinato. Een arrangement voor blaaskapel wordt jaarlijks gespeeld door de verzamelde muziekkapellen van de Guards Division tijdens de parade bij de Cenotaph in Londen op Remembrance Day.

## Plaats in de vertelling
De aria is een van de laatste onderdelen van de opera met als belangrijkste personages de Trojaanse held Aeneas en Dido, koningin van Carthago. Na zijn vlucht uit Troje belandt Aeneas in Carthago waar hij Dido ontmoet. Hij brengt met haar een nacht door. Daarna brengen tovenaressen hem de boodschap dat hij moet vertrekken om de stad Rome te stichten. Dit zou een opdracht zijn van Jupiter. Dido wil niet dat Aeneas haar verlaat, maar Aeneas wil gehoor geven aan een kennelijke oproep van de goden. Dido is hier zo verontwaardigd over dat ze Aeneas onmiddellijk wegstuurt. Dido brengt zichzelf vervolgens vanwege haar liefdesverdriet om het leven: ze stort zich op de door haar zuster Anna gebouwde brandstapel; even daarvoor zingt zij deze aria.

## Tekst
| recitatief Thy hand, Belinda, darkness shades me, On thy Bosom let me rest, More I would, but Death invades me; Death is now a Welcome Guest. aria When I am laid, am laid in Earth, May my wrongs create No trouble in thy Breast Remember me, remember me, but ah! forget my fate. | vertaling Uw hand, Belinda, duisternis omringt mij, Geef mij aan uw boezem rust, Ik wenste meer - reeds is de Dood dichtbij mij En ik omarm dat Hij mij kust. Als ik neerdaal, neerdaal in het graf, Laten mijn slechte daden, geen onrust geven in uw borst Gedenk mij toch, maar ach! – vergeet mijn lot. |